# Copa de España de Ciclismo Profesional 2021
La 3.ª edición de la Copa de España de Ciclismo Profesional de 2021 es una serie de carreras de ciclismo en ruta que se realiza en España. Comenzó el 22 de marzo con la Volta a Cataluña y finalizará el 5 de septiembre con la Vuelta a España.
Formaron parte de la clasificación todos los ciclistas masculinos profesionales de España que hacen parte del UCI WorldTeam, UCI ProTeam y Continental sin límite de nacionalidad estableciendo un sistema de puntuación en función de la posición conseguida en cada competencia y a partir de ahí se crea la clasificación.
La Copa consta de 11 carreras del calendario español bajo las categorías UCI WorldTour, UCI ProSeries, 1.1 y 2.1 del UCI Europe Tour, excepto las que declinan estar en esta competición.

## Sistema de puntos
En cada carrera, los primeros 20 corredores ganan puntos y el corredor con la mayor cantidad de puntos en general es considerado el ganador de la Copa de España. Se llevan a cabo un sistema de puntos separado para las carreras por etapas, las carreras de un día, el Campeonato de España en Ruta y los ganadores de etapas.

### Clasificación carreras por etapas
| Posición | 1   | 2  | 3  | 4  | 5  | 6  | 7  | 8  | 9  | 10 | 11 | 12 | 13 | 14 | 15 | 16 | 17 | 18 | 19 | 20 |
| Puntos   | 100 | 90 | 80 | 70 | 60 | 55 | 50 | 45 | 40 | 35 | 30 | 25 | 20 | 15 | 10 | 8  | 6  | 4  | 2  | 1  |

### Clasificación carreras de un día
| Posición | 1  | 2  | 3  | 4  | 5  | 6 | 7 | 8 | 9 | 10 |
| Puntos   | 50 | 40 | 30 | 20 | 10 | 8 | 6 | 4 | 2 | 1  |

### Clasificación Campeonato de España
| Posición | 1  | 2  | 3  | 4  | 5  | 6  | 7  | 8  | 9  | 10 | 11 | 12 | 13 | 14 | 15 | 16 | 17 | 18 | 19 | 20 |
| Puntos   | 80 | 75 | 70 | 65 | 60 | 55 | 50 | 45 | 40 | 35 | 30 | 25 | 20 | 15 | 10 | 8  | 6  | 4  | 2  | 1  |

### Clasificación ganadores de etapas
| Posición | 1  | 2  | 3 | 4 | 5 | 6 | 7 | 8 | 9 | 10 |
| Puntos   | 15 | 10 | 8 | 7 | 6 | 5 | 4 | 3 | 2 | 1  |

## Carreras puntuables
| Clasificación |                              |                                   |                    |                  |                                      |
| Pos.          | Fecha                        | Carrera                           | Ganador            | Equipo           | Líder de la clasificación individual |
| ------------- | ---------------------------- | --------------------------------- | ------------------ | ---------------- | ------------------------------------ |
| 1.º           | 22-28 de marzo               | Volta a Cataluña                  | Adam Yates         | INEOS Grenadiers | Bandera de ?                         |
| 2.º           | 3 de abril                   | Gran Premio Miguel Induráin       | Alejandro Valverde | Movistar         | Bandera de ?                         |
| 3.º           | 30 de abril-2 de mayo        | Vuelta a Asturias                 | Bandera de ?       | Bandera de ?     | Bandera de ?                         |
| 4.º           | 13 de mayo                   | Trofeo Calviá Peguera-Palmanova   | Bandera de ?       | Bandera de ?     | Bandera de ?                         |
| 5.º           | 14 de mayo                   | Trofeo de Tramuntana Lloseta-Deia | Bandera de ?       | Bandera de ?     | Bandera de ?                         |
| 6.º           | 15 de mayo                   | Trofeo Andrach-Pollensa           | Bandera de ?       | Bandera de ?     | Bandera de ?                         |
| 7.º           | 16 de mayo                   | Trofeo Palma                      | Bandera de ?       | Bandera de ?     | Bandera de ?                         |
| 8.º           | 27-29 de julio               | Vuelta a Castilla y León          | Bandera de ?       | Bandera de ?     | Bandera de ?                         |
| 9.º           | 1 de agosto                  | Circuito de Guecho                | Bandera de ?       | Bandera de ?     | Bandera de ?                         |
| 10.º          | 3-7 de agosto                | Vuelta a Burgos                   | Bandera de ?       | Bandera de ?     | Bandera de ?                         |
| 11.º          | 14 de agosto-5 de septiembre | Vuelta a España                   | Bandera de ?       | Bandera de ?     | Bandera de ?                         |

## Clasificaciones finales
Clasificaciones finales tras la Vuelta a España 

### Individual
| Clasificación |              |              |        |
| Posición      | Ciclista     | Equipo       | Puntos |
| ------------- | ------------ | ------------ | ------ |
| 1.º           | Bandera de ? | Bandera de ? |        |
| 2.º           | Bandera de ? | Bandera de ? |        |
| 3.º           | Bandera de ? | Bandera de ? |        |
| 4.º           | Bandera de ? | Bandera de ? |        |
| 5.º           | Bandera de ? | Bandera de ? |        |

### Jóvenes
| Clasificación |              |              |        |
| Posición      | Ciclista     | Equipo       | Puntos |
| ------------- | ------------ | ------------ | ------ |
| 1.º           | Bandera de ? | Bandera de ? |        |
| 2.º           | Bandera de ? | Bandera de ? |        |
| 3.º           | Bandera de ? | Bandera de ? |        |

### Equipos
| Clasificación |              |        |
| Posición      | Equipo       | Puntos |
| ------------- | ------------ | ------ |
| 1.º           | Bandera de ? |        |
| 2.º           | Bandera de ? |        |
| 3.º           | Bandera de ? |        |
| 4.º           | Bandera de ? |        |
| 5.º           | Bandera de ? |        |